# Methanobrevibacter smithii
A Methanobrevibacter smithii az emberi bélflórában leginkább elterjedt archea. Fontos szerepe van a poliszacharidok (összetett cukrok) hatékony emésztésében az által, hogy elfogyasztja a bakteriális fermentáció végtermékeit. A Methanobrevibacter smithii az Archaea doménbe tartozó egysejtű mikroorganizmus. Metanogén, mivel a metánban lévő hidrogént újrahasznosítja, ezzel segítve a tápanyagok energiaként történő hasznosulását.

## Jelentősége az emberi bélrendszerben
Az emberi bélflóra három nagyobb hidrogénfogyasztó mikrobacsoportot foglal magába: metanogéneket, mint az M. smithii, acetogén baktériumok kisebb polifiletikus csoportját, valamint kénredukáló baktériumokat. A mikrobák szerepének meghatározása elengedhetetlen ahhoz, hogy megértsük a hidrogén-anyagcsere behatását az étrend egyes elemeinek fermentációs hatékonyságára. A hidrogén felhalmozódása a bélrendszerben csökkenti a mikrobiális fermentáció és az energiakinyerés hatékonyságát. A metanogén archeák ezért különösen jelentősek az emésztés szempontjából, mivel kulcsszerepük van a hidrogéntúlsúly eltávolításában. Az  M. smithii a leggyakoribb metanogén archea az emberi bélrendszer mikrobiomjában. Az M. smithii emésztési folyamatokban betöltött kiemelkedő szerepe ellenére az emberi ürülékben viszonylag kevés található belőlük.
Az emberi bélrendszer mikrobiotáját a Bacteroidetes és Firmicutes törzsek uralják. Az archeák közül a metanogén M. smithii szerepel legnagyobb számban. Sokan vélik úgy, hogy az M. smithii-nek terápiás értéke lehet a bélrendszer ökoszisztémájának manipulásában.
Az M. smithii feldúsulást mutat azokban a génekben, melyek szerepet kapnak a CO2, H2 és hangyasav metanogenezishez való  felhasználásában. Szintén ép az anyagcsere-útvonal, ami képessé teszi a CO2-felhasználás génklaszterjét a B. thetaiotaomicron anyagcsere-termékének metanogén felhasználására.
A M. smithii a bakteriális fermentáció sokfajta végtermékének járul hozzá metanogén, illetve nem metanogén eltávolításához.
Az emberi bélflóra ökoszisztémájának domináns archeájaként hatással van az étrendben található poliszacharidok bakteriális emésztésének sajátosságaira és hatékonyságára. Így befolyásolja az étrenddel bevitt kalóriák hasznosulását és a testzsír mértékét is. A kutatók szekvenálták az M. smithii genomját, jelezve hogy az M. smithii terápiás célpont lehet, ha az elhízott páciensek energiafelhasználásának csökkentéséről van szó.

## Anorexiás páciensekben
2009-ben végezték el az addigi legnagyobb elhízással és bélbaktériumokkal kapcsolatos tudományos kutatást. Az elhízásos rendellenességek valamilyen kiegyensúlyozatlanságból fakadnak, és súlyos következményeik lehetnek, például szív- és érrendszeri megbetegedések, kettes típusú cukorbetegség vagy vastagbélrák. A bélbaktériumok és az emésztőrendszer környezeti tényezői hozzájárulnak a kiegyensúlyozatlansághoz, hiszen szerepük van az energia felvételében, átalakításában és tárolásában.
Tenyésztést nem igénylő módszerekkel (culture-independent methods) kimutatták, hogy egészséges felnőttek vastagbelében az anaerob élőlények akár 10%-át is a metanogének  alkotják. Ezen belül az M. smithii aránya az anorexiás csoportban sokkal nagyobb volt, mint akár a sovány, akár az elhízott csoporton belül.
Az anorexia nervosás betegek kiterjedt Methanobrevibacter-tenyészete akár az anorexiás betegek alacsony kalóriájú diétájához való alkalmazkodási próbálkozás is lehet. Tehát az M. smithii számának növekedése az alacsony kalóriájú étrendek emésztésének optimalizálásához vezethet. Az M. smithii érintett lehet az anorexiásokat gyakran érintő székrekedés kialakulásában is.